# The Best of the Guess Who Live
The Best of the Guess Who Live è il primo album live del gruppo canadese The Guess Who, pubblicato nel 1986.

## Tracce

### CD1
1. What's Gonna Happen to the Kids - 3:26
2. Let's Watch the Sun Go Down - 4:27
3. No Time - 5:18
4. This Eyes - 6:52
5. Creepin' Peepin baby Blues  - 3:35
6. Bus Rider - 2:34
7. Rain Dance - 3:19
8. Sour Suite - 3:58
9. Albert Flasher - 3:53

### CD2
1. Clap for the Wolfman - 4:02
2. Laughing - 3:00
3. Hand Me Down World - 3:18
4. Glamour Boy - 5:08
5. Hang On to Your Life - 3:45
6. C'mon and Dance - 2:34
7. Love Grows - 3:19
8. No Sugar Tonight - 3:58
9. American Woman - 3:53

## Formazione
- Burton Cummings – voce, tastiera, flauto
- Kurt Winter – chitarra, cori
- Greg Leskiw – chitarra, cori, voce (in "Coming Down Off the Money Bag")
- Jim Kale – basso, cori
- Garry Peterson – batteria, cori